# Podlesni (Ventsi)
|  | Per a altres significats, vegeu «Podlesni». |

Podlesni - Подлесный (rus) - és un khútor, un poble, del krai de Krasnodar, a Rússia. Es troba a la vora esquerra del riu Kuban, a 19 km a l'est de Gulkévitxi i a 159 km a l'est de Krasnodar, la capital.
Pertany al municipi de Ventsi.